# Martin Marietta X-24
Il Martin Marietta X-24 (noto anche come SV-5P) fu un aeroplano sperimentale sviluppato congiuntamente dalla USAF e dalla NASA negli Stati Uniti tra gli anni sessanta e settanta nell'ambito del programma di ricerca PILOT per un corpo portante destinato al rientro atmosferico.

## Storia del progetto
Sulla scia del progetto militare Boeing X-20 Dyna-Soar cancellato nel 1963, la NASA continuò in collaborazione con la USAF presso la Edwards Air Force Base in California, lo studio per uno spazioplano in grado di manovrare durante la fase di rientro atmosferico e non seguire la traiettoria semplicemente balistica delle capsule fino ad allora lanciate.

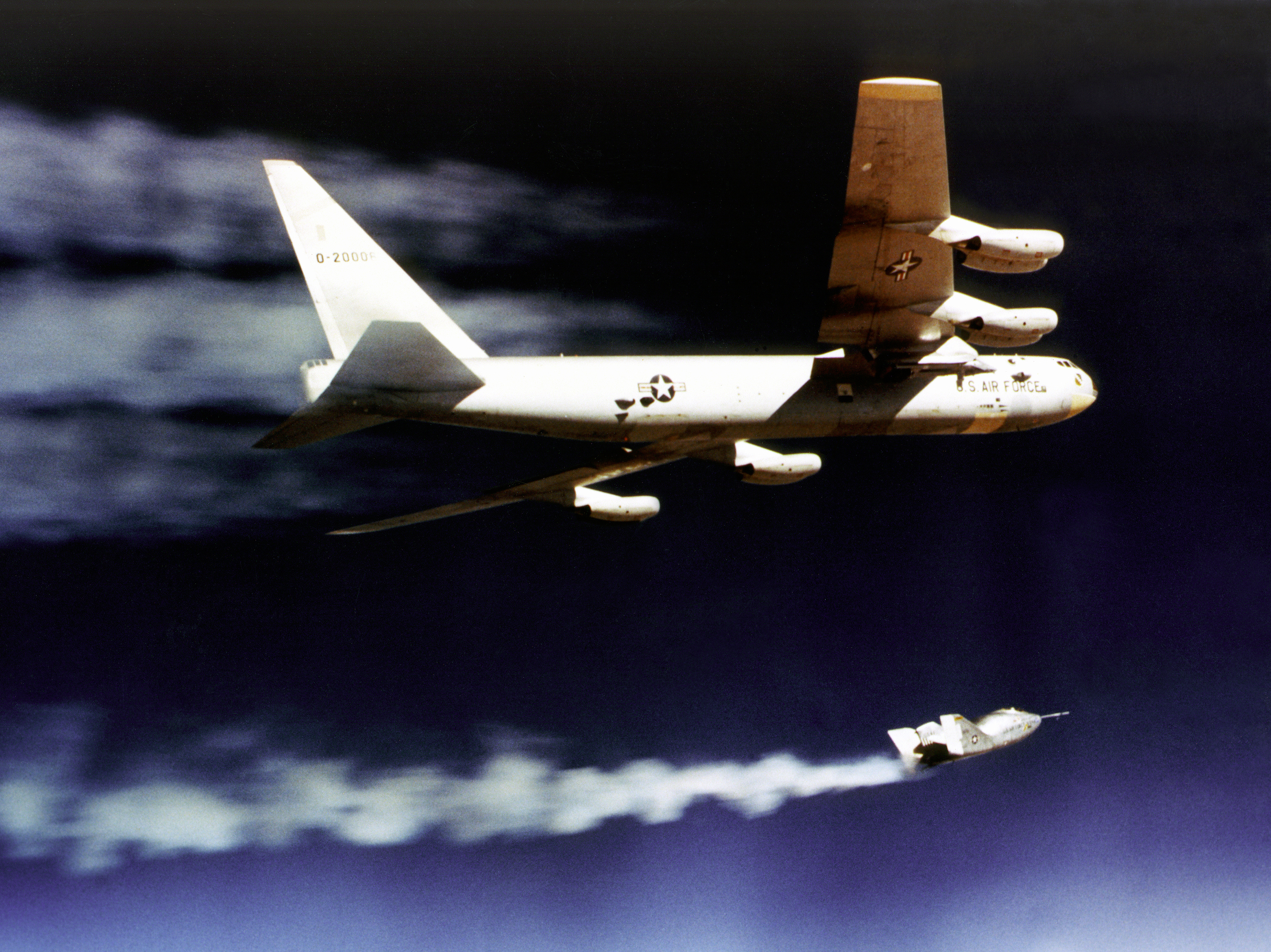
L'X-24A spinto dal suo motore a razzo appena dopo il distacco dall'ala del B-52 della NASA.

In quegli anni furono diversi i modelli di corpo portante disegnati e provati, tra cui l'M2-F1 della NASA e l'HL-10, l'M2-F2 e l'M2-F3 della Northrop. La Martin Marietta si dedicò allo sviluppo di un profilo modificato di un precedente studio della californiana Aerospace Corporation, con la serie SV-5.
Nel novembre del 1964 la Martin ottenne il via libera dall'Air Force per la costruzione del prototipo col nome di X-24A. A partire dall'ottobre del 1966 anche l'X-24A venne incluso tra i corpi portanti sviluppati in collaborazione con la NASA.
Tre esemplari di SV-5D (modello in scala ridotta di quello che sarà l'X-24) furono lanciati tra il 1966 ed il 1967, dimostrando la fattibilità di un velivolo (senza ali) in grado di rientrare dallo spazio atterrando su una pista predeterminata come un aeroplano.
Il 17 aprile del 1969, con ai comandi il pilota Jerauld Gentry, l'X-24 compì il suo primo volo planato dopo essersi sganciato dall'aereo madre B-52, mentre dal 19 marzo del 1970 fu utilizzato in volo anche il motore a razzo.

## Versioni

### SV-5P / X-24A
Il primo volo librato dell'SV-5P (rinominato X-24A secondo la denominazione in uso per gli aerei sperimentali) fu condotto il 17 aprile del 1969, mentre l'anno successivo iniziarono i voli con propulsione a razzo. 

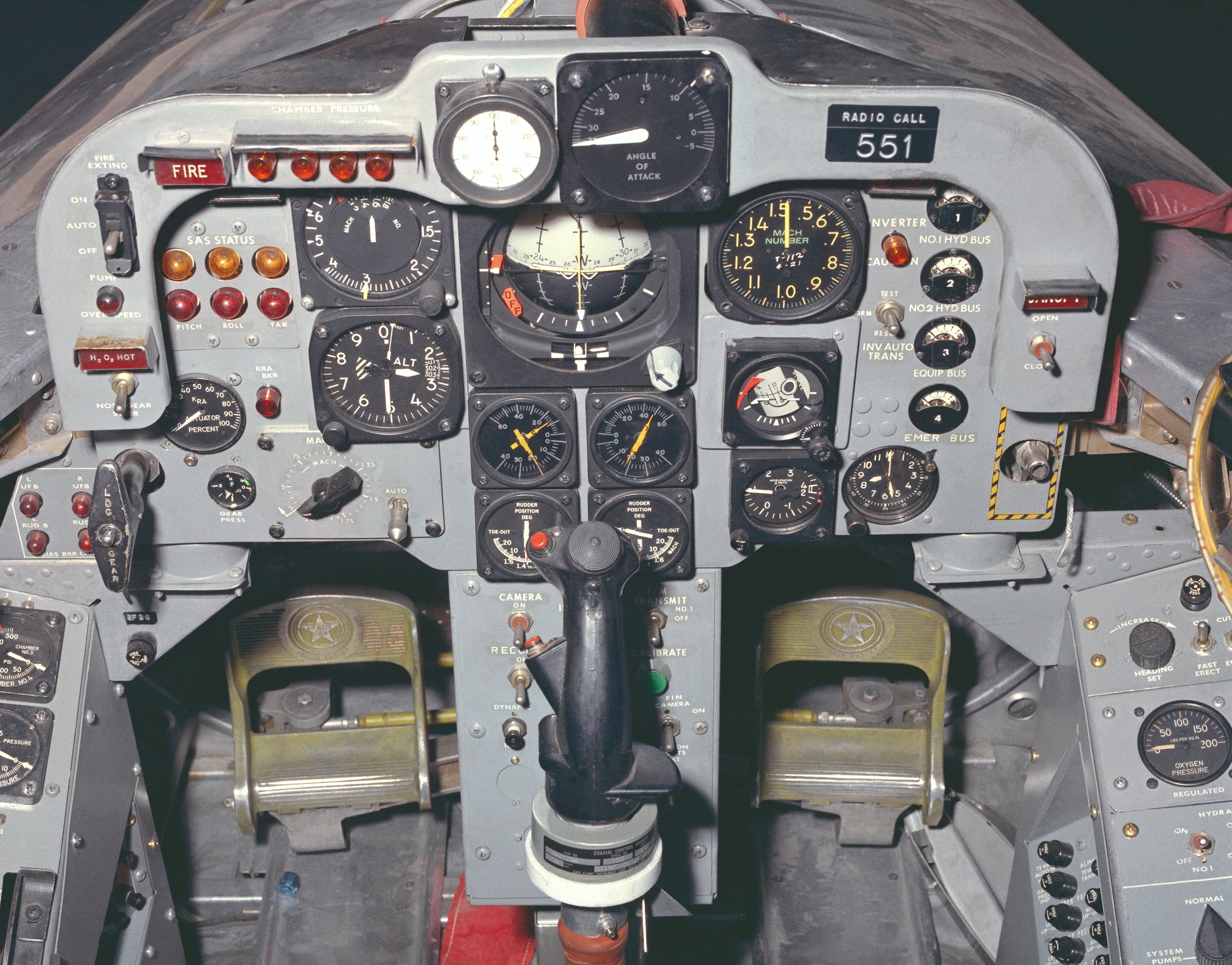
Il pannello strumenti dell'X-24B

Di questa versione ne fu costruito un unico esemplare, poi riconvertito nel successivo modello X-24B. L'ultimo volo della versione X-24A (il ventottesimo) fu condotto il 4 giugno 1971.
L'X-24A raggiunse altitudini massime di 21,8 km (71.400 piedi) e velocità di 1.667 km/h (1.036 mph). Il suo motore a razzo (un Reaction Motors XLR-11) aveva una spinta massima, nel vuoto, di 37,7 kN (8.840 lbf).
La forma dell'X-24a sarà in seguito riconsiderata per l'X-38, un dimostratore per il rientro dalla Stazione spaziale internazionale.

### SV-5J
Su proposta di Chuck Yeager, il capocollaudatore della scuola piloti della base di Edwards, la Martin Marietta sviluppò una versione per basse velocità di volo (delle stesse dimensioni dell'X-24A) propulsa da un piccolo motore turbogetto Pratt & Whitney J60-PW-1 da 1360 kgf a scopo di addestramento. Di questa versione (SV-5J) ne vennero costruiti due esemplari, ma nessuno dei due venne mai portato in volo.

### X-24B

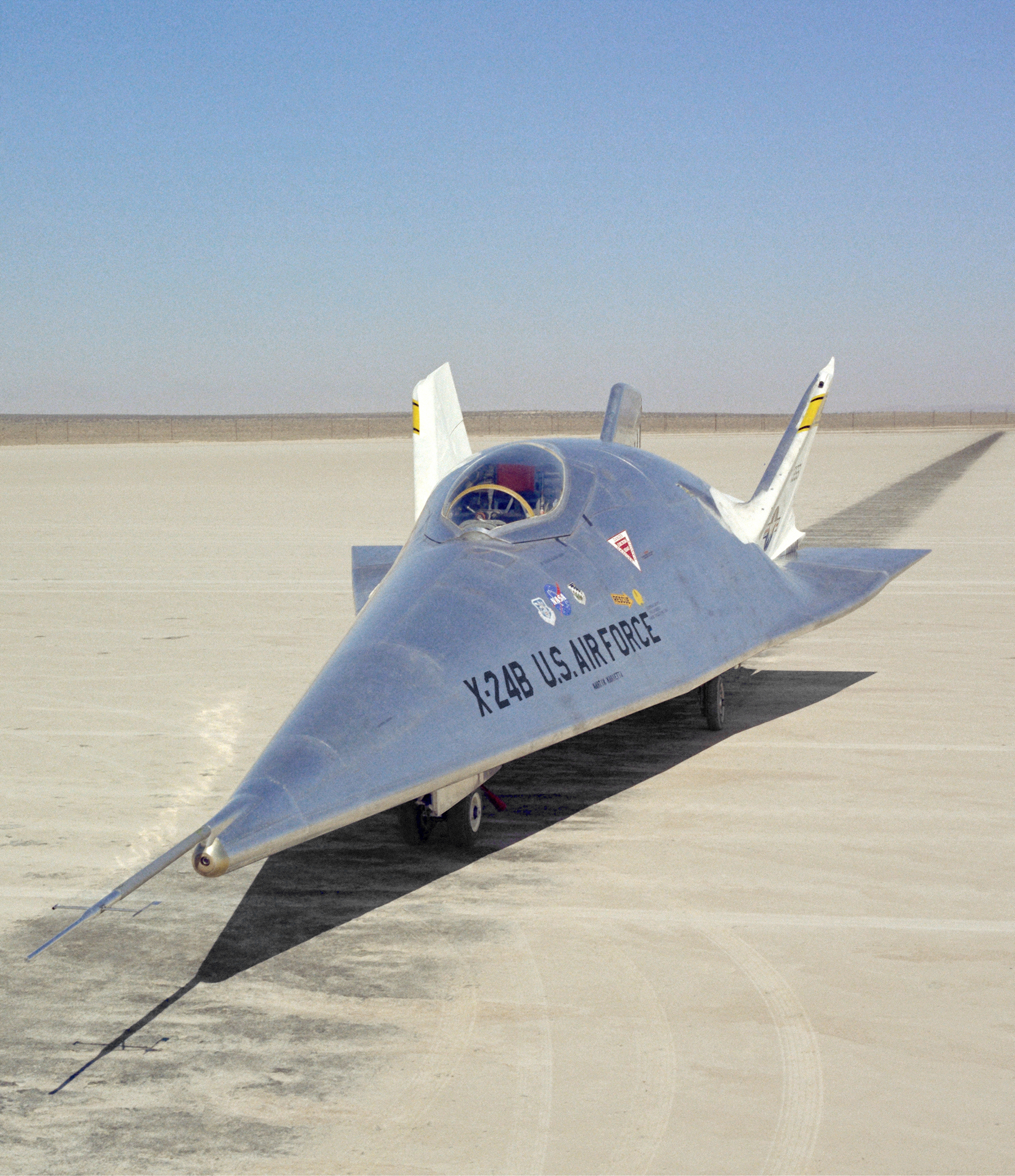
L'X-24B presso il NASA Dryden Flight Research Center in California

Nel 1969, l'Air Force Flight Dynamics Laboratory cercava una soluzione per provare dei nuovi profili (denominati FDL -5, -6 e -7) per il volo ipersonico che sulla carta dimostravano una discreta efficienza con un minimo riscaldamento dovuto all'attrito aerodinamico tipico del rientro atmosferico.
L'Air Force Command System propose di riconvertire gli SV-5J sostituendo il motore turbogetto con quello a razzo, ma si ritenne più semplice "riciclare" l'esemplare di X-24A ormai alla fine del suo programma di prove. Nel 1972, venne quindi riportato alla Martin Marietta per le modifiche che trasformarono il suo aspetto tondeggiante in uno più aguzzo e con una parte ventrale piatta, definito ferro da stiro volante.

Tre viste dell'X-24B

Il nuovo profilo dell'X-24B fu sostanzialmente "applicato" sopra la struttura originale dell'X-24A, lasciandone inalterati molti impianti. Sebbene l'X-24B fosse stato costruito per provare le caratteristiche di volo del profilo FDL-7, i suoi 36 voli furono dedicati alla dimostrazione di tecniche di atterraggio di precisione in seguito usate per lo Space Shuttle.
Il primo volo librato di questa nuova versione avvenne il primo agosto del 1973 mentre il motore a razzo fu acceso in volo il 15 novembre 1973. Il programma X-24 terminò con l'ultimo volo del 26 novembre del 1975.

### X-24C
A partire dal maggio del 1974 furono proposti in studi congiunti della USAF/NASA diversi progetti preliminari sotto la sigla (mai ufficialmente registrata) di "X-24C". Le specifiche prevedevano un prototipo in grado di volare a Mach 6 con motori a razzo e scramjet. La forma riprendeva le linee dell'X-24B ed era previsto l'impiego di materiali ablativi a protezione della struttura in alluminio. Tra questi uno dei più avanzati fu l'L-301 della Skunk Works, la divisione per i progetti sperimentali della Lockheed, che prevedeva l'impiego di motori scramjet e velocità prossime a Mach 8.

## Esemplari attualmente esistenti
L'esemplare originale di X-24A fu convertito nella versione X-24B ed è attualmente (2013) esposto presso il National Museum of the United States Air Force, in Ohio vicino ad uno dei due modelli di SV-5J riadattato come X-24A. Il secondo SV-5J è esposto presso la United States Air Force Academy a nord di Colorado Springs nello stato del Colorado.